# Societatea de Cultură Macedo-Română

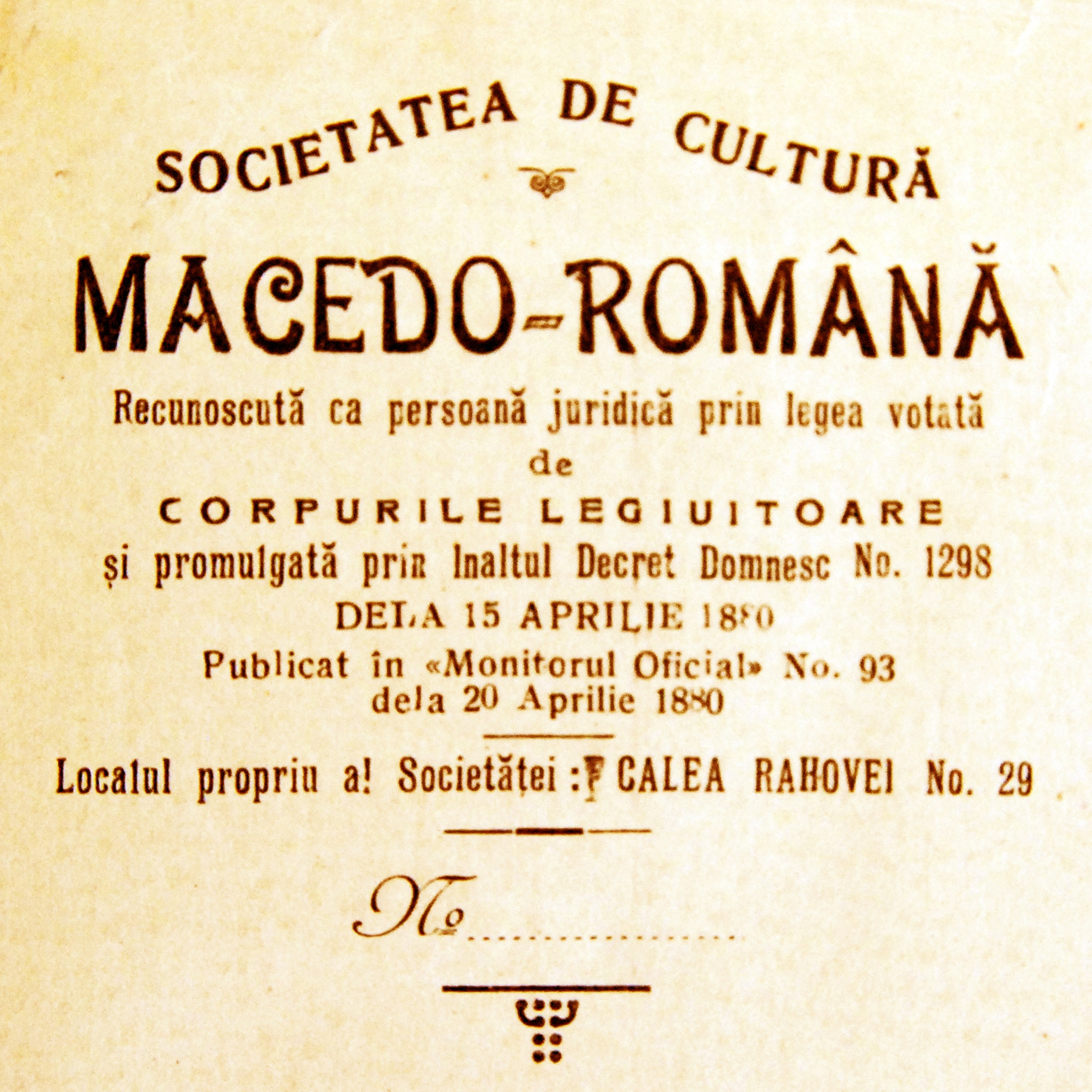

Societatea de Cultură Macedo-Română (acronim SCMR) este o organizație culturală aromână din România, care a fost fondată la 23 septembrie 1879 ca succesoare a Comitetului Macedo-Român (înființat în 1860). SCMR a ajutat, în cea de-a doua parte a secolului al XIX-lea și în prima jumătate a secolului al XX-lea, desfășurarea învățământului românesc în cadrul comunităților macedo-române din Imperiul Otoman și din statele balcanice și a avut un impact semnificativ asupra istoriei aromânilor. 
Societatea de Cultură Macedo-Română a funcționat până în anul 1951, reluându-și activitatea după căderea regimului comunist, în anul 1990. Scopul societății este conservarea și dezvoltarea limbii și culturii aromâne. SCMR consideră că aromânii sunt etnici români, cu caracteristici culturale specifice regionale balcanice, care reprezintă parte a identității lor. 

## Istoric și activități
Societatea Culturală Macedo-Română a fost înființată la 23 septembrie 1879, la București, fiind cea mai veche organizație culturală aromână. Ea a fost recunoscută ca persoană juridică prin Decretul domnesc nr. 1289 emis la 15 aprilie 1880 de domnitorul României Carol I. SCMR a succedat Comitetului Macedo-Român, care fusese înființat în 1860 la București în Principatele Unite la inițiativa istoricului aromân imigrant Dimitrie Cozacovici, Costache și Iordache Goga, Zissu Sideri, Mihai Niculescu, Toma Tricopol, Dimitrie Bolintineanu, Cezar Bolliac, C.A Rosetti ș.a. și sub patronajul domnitorului Moldovei și Țării Românești Alexandru Ioan Cuza.
Principalul obiectiv al SCMR este păstrarea și cultivarea dialectului, culturii, tradițiilor și identității aromâne, inclusiv în rândul tinerei generații. SCMR promovează contactele și legăturile culturale cu comunitățile aromâne de pretutindeni și cu popoarele în mijlocul cărora trăiesc aromâni. Constituită ca o organizație non-profit, Societatea a primit sprijin material și moral din partea statului român, fiind recunoscută legal în România ca asociație de utilitate publică⁠(d) la 7 mai 2008 (prin HG nr. 473). SCMR susține teoria științifică istorică și lingvistică, tradițională în România, conform căreia aromânii sunt etnici români care au anumite particularități culturale și lingvistice distincte, formate istoric în arealul balcanic, care ar trebui promovate în spiritul diversității culturale. Ea a avut autoritatea de a emite documente care atestă starea civilă, inclusiv certificate de naționalitate pentru a-i ajuta pe aromâni să obțină cetățenia română cu un efort birocratic considerabil mai mic.
SCMR, alături de statul român, a finanțat și susținut moral școlile și publicațiile pentru aromâni din care au provenit mulți scriitori renumiți, ce au devenit creatori ai literaturii aromâne⁠(d). Ea a sprijinit, de asemenea, bisericile pentru aromâni și a tipărit și distribuit în mod gratuit manuale și cărți de cult scrise atât în dialectul aromân, cât și în limba română literară.
Societatea a publicat Albumul macedo-român, în anul 1880, ediția fiind îngrijită de istoricul, academicianul și omul politic român, primul președinte al SCMR, V.A. Urechia. A publicat, de asemenea, săptămânalul Revista Macedoniei⁠(d), care a fuzionat ulterior cu ziarul Românul de la Pind.
În 1894 între casierul SCMR al Societății, C. Ioanidi și Anastase Mihail a fost încheiat un contract pentru realizarea steagului Societății. Drapelul, în culorile naționale, roșu, galben și albastru, avea pe una din fețe Lupa capitolina (lupoaica cu cei doi prunci), simbol al Romei, încadrată de lauri, deasupra căreia, pe două rânduri, arcuit, scria cu majuscule numele „SOCIETATEA DE CULTURĂ MACEDOROMÂNĂ”, iar pe spate, de asemenea cu majuscule, „PERSOANĂ JURIDICĂ FONDATĂ LA ANUL 1879”.”.
Societatea a avut o contribuție esențială la emiterea de către sultanul otoman Abdul Hamid al II-lea a iradelei (irâde-i seniyye, în traducere „voința rostită”) din 9/22 mai 1905, prin care a recunoscut millet-ul vlah și le-a acordat astfel aromânilor statutul de grup etnolingvistic separat în cadrul Imperiul Otoman cu drepturi civile, administrative, școlare și bisericești specifice. De asemenea, ea a inițiat și a ajutat Societatea de cultură Meglenia pentru meglenoromâni, care avea obiective similare cu SCMR. Ca urmare a instaurării în România a unui regim comunist, SCMR și-a încetat activitatea în anul 1951, fără a fi desființată oficial. Ea a fost reactivată în februarie 1990, după răsturnarea regimului comunist în urma Revoluției Române din decembrie 1989, iar în anii următori au fost înființate și alte organizații culturale ale aromânilor din România. În anul 2019, Banca Națională a României a emis o monedă jubiliară⁠(d) cu ocazia aniversării a 140 de ani de la înființarea SCMR.
Comitetul de conducere al SCMR, la momentul înființării, a fost alcătuit din personalități prestigioase ca Vasile Alecsandri, Dimitrie Brătianu, Ioan D. Caragiani, Ion I. Câmpineanu, Dimitrie Ghica, Ion Ghica, Titu Maiorescu, Iacob Negruzzi, C.A. Rosetti, Christian Tell și V.A. Urechia. Un rol important în înființarea societății l-au avut, de asemenea, Mihail Kogălniceanu și mitropolitul primat Calinic Miclescu.
Președinți ai SCMR, în perioada 1879-1951, au fost: V. A. Urechia (1879-1901), dr. Anastasievici Leonte (1901-1914), Ion C. Grădișteanu (1914-1932), Iuliu Valaori (1932-1936), Petre Topa (1936-1940), Sterie Petrașincu (1940-1945), Mihail Fârșirotu (1945-1951).
După reactivarea din anul 1990 SCMR a fost condus de Atanasie Nasta, ing. Mihai Bileca și scriitorul Hristu Cândroveanu, iar din anul 2008 președintele societății a fost actorul, regizorul și politicianul român de origine aromână Ion Caramitru.